# Luciano Acciari
Luciano Acciari (Roma, 15 aprile 1945) è un dirigente sportivo italiano, presidente della Lega Basket dal 1979 al 1984 e della società di pallacanestro della capitale Stella Azzurra Roma dal 1971 al 1979.

## Biografia
Avvocato esperto in materia societaria ha ricoperto il ruolo di amministratore delegato della Finmeccanica. 
Presente dagli anni settanta nel mondo della pallacanestro italiana, è stato presidente del Comitato Italiano Arbitri dal 1985 al 1989, ed è membro del comitato organizzatore dell'Italia Basket Hall of Fame.